# Capacidade jurídica

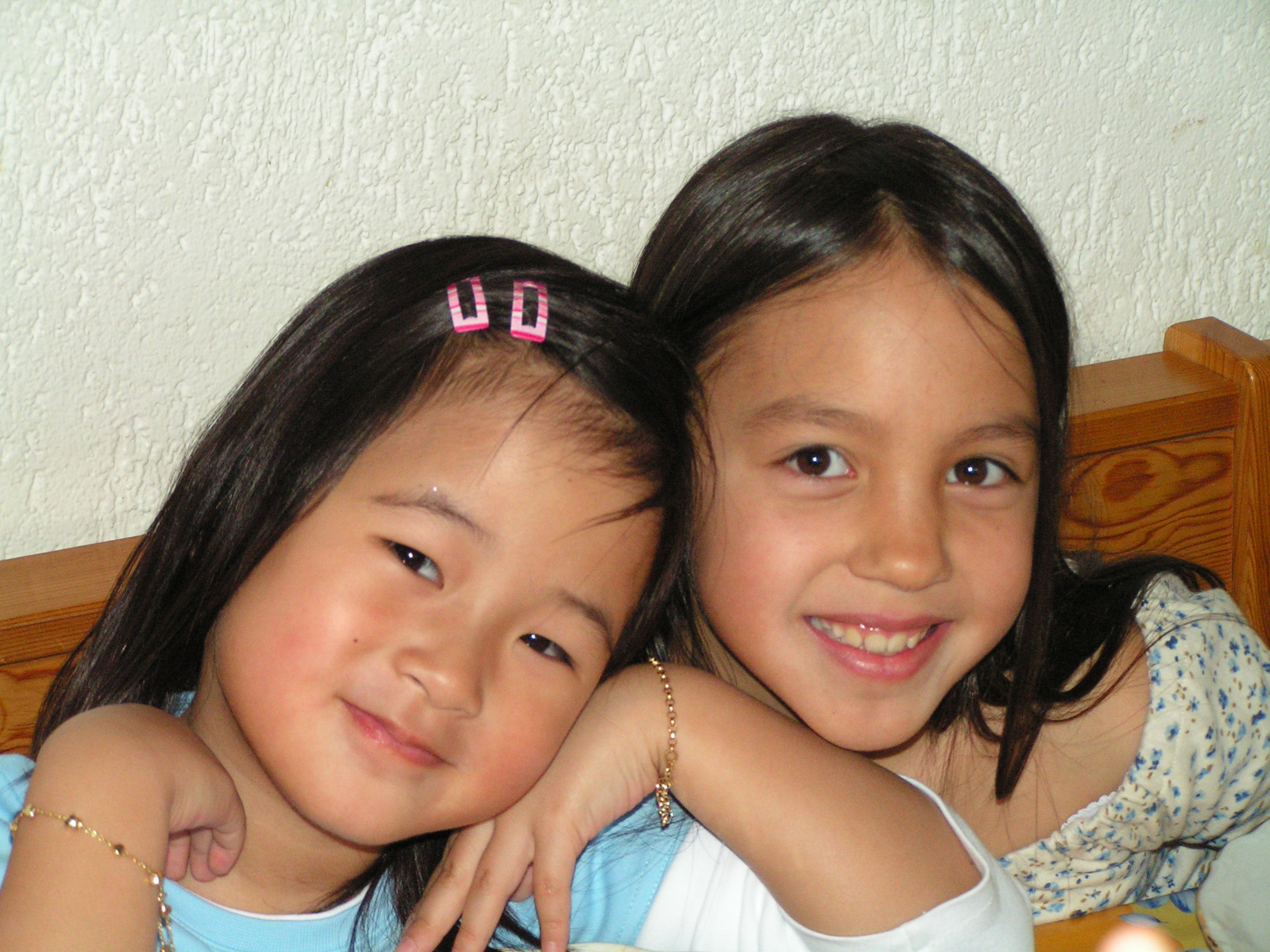
Segundo o direito do Brasil, as crianças são absolutamente incapazes do ponto de vista jurídico.

Em direito, capacidade jurídica  de uma pessoa física ou jurídica é a possibilidade de ela exercer pessoalmente os atos da vida civil - isto é, adquirir direitos e contrair deveres em nome próprio (sendo que todos possuem direitos, mas nem todos possuem deveres). 

## História
Em direito romano, havia a diferenciação da capacidade pelo status do titular. Nem todos os sujeitos gozavam dos mesmos direitos no direito romano. A depender de suas qualidades (isto é: status), os sujeitos possuíam mais ou menos direitos. As diferenciações eram feitas por sexo, idade, estado de saúde, parentesco, espécies de parentesco, graus de parentesco, domicílio, presença ou ausência, profissão, religião.  Vê-se, aí, uma semente da teoria da capacidade, mas a aplicação por fatores culturais era bem diversa, e os critérios eram muito inexatos. Eram critérios de desigualdade. A teoria romana dos status sobreviveu até o século XIX, sendo pouco alterada. Foi com Augusto Teixeira de Freitas no Código Civil - Esboço que, pela primeira vez (em 1857/60), se falou em "capacidade de fato" e "capacidade de direito" como modernamente se entendem tais concepções. Só dois anos mais tarde, essa teoria surgiria na Alemanha com von Bar, 1862; com Rolin em 1897 na Bélgica; na França em 1904 com Dreyfus.
Todos os trabalhos de Augusto Teixeira de Freitas eram publicados no Anuário de Direito Francês, de modo que é impossível negar a influência dele nos países europeus.

## Incapacidade
A incapacidade civil é o estado no qual se limita legal ou judicialmente o exercício da vida civil a um indivíduo. Restrição legal ao exercício dos atos da vida civil, deve ser, sempre, encarada como exceção. Pode-se somente afirmar a incapacidade do fato, nunca do direito. A incapacidade diferencia-se da falta de legitimação por a primeira ser genérica (para todos), e a falta de legitimação ser específica a um caso (exemplo: falta de outorga de um dos filhos na venda de um terreno pelo pai para um filho implica a falta de legitimação do pai).

### Incapacidade relativa
São aqueles que podem praticar, por si, atos da vida civil, desde que assistidos por quem a lei encarrega deste ofício.

### Incapacidade absoluta
É a impossibilidade total do exercício de direito pelo incapaz (deve ser representado).

## No Brasil
A legislação brasileira prevê três estados de capacidade jurídica:
- Capacidade plena - é a possibilidade plena de exercer pessoalmente os atos da vida civil.
- Incapacidade relativa - situação legal de impossibilidade parcial de realização pessoal dos atos da vida civil, exigindo alguém que o auxilie (assistente). Exemplos: maiores de dezesseis e menores de dezoito anos, ébrios habituais ou viciados em drogas, excepcionais etc.).
- Incapacidade absoluta - situação legalmente imposta de impossibilidade de realização pessoal dos atos da vida civil senão por representante. Exemplos: menores de dezesseis anos. Com a inserção do Estatuto da Pessoa com Deficiência, a incapacidade absoluta se resume apenas à faixa etária.

### Incapacidade relativa
Art. 4º do Código Civil brasileiro: São incapazes, relativamente a certos atos, ou à maneira de os exercer: 
I - os maiores de dezesseis e menores de dezoito anos;
II - os ébrios habituais, os viciados em tóxicos; 
III - Aqueles que, por causa transitória ou permanente, não puderem exprimir sua vontade;
IV - os pródigos.
Parágrafo único. A capacidade dos indígenas será regulada por legislação especial.

### Incapacidade absoluta
Art. 3º do Código Civil brasileiro: São absolutamente incapazes de exercer pessoalmente os atos da vida civil os menores de 16 anos.
I - (Revogado em 2015);
II - (revogado em 2015)
III - (revogado em 2015)

### Proteção aos incapazes
Por meio de representação ou assistência, o judiciário fornece proteção aos incapazes, a fim de proporcionar segurança, seja nas relações a sua pessoa, seja em relação ao seu patrimônio. A referida tutela jurídica se dá mediante o ajuizamento do procedimento de interdição, ao final do qual o magistrado decretará o provimento ou não do requerimento. Uma vez deferido, o interditando poderá ser declarado absoluta ou relativamente incapaz e, por conseguinte, será o caso de pronúncia da curatela total (artigo 1 767 do Código Civil brasileiro) ou curatela parcial (artigo 1 772 do Código Civil). 
Artigo 1 767. Estão sujeitos a curatela:
I - aqueles que, por enfermidade ou deficiência mental, não tiverem o necessário discernimento para os atos da vida civil;
II - aqueles que, por outra causa duradoura, não puderem exprimir a sua vontade;
III - os deficientes mentais, os ébrios habituais e os viciados em tóxicos;
IV - os excepcionais sem completo desenvolvimento mental;
V - os pródigos.
Art. 1.772. Pronunciada a interdição das pessoas a que se referem os incisos III e IV do artigo 1 767, o juiz assinará, segundo o estado ou o desenvolvimento mental do interdito, os limites da curatela, que poderão circunscrever-se às restrições constantes do artigo 1 782.